# محمد رضا الزين
محمد رضا بن محمد بن سليمان الزّين (1879 - يونيو 1946) (1296 - رجب 1365) فقيه جعفري وشاعر ومدرّس لبناني. ولد في صيدا ونشأ ودرس مقدماته فيها. ثم توجه إلى النجف بالعراق سنة 1898 وتخرج على علمائها كمحمد كاظم الخراساني وفتح الله الأصفهاني. انتقل إلى بغداد واشتغل بالتجارة مدة، ثم رجع إلى وطنه وعيّن قاضيًا للمذهب الجعفري بالنبطية، ورئيسًا لمدرستها. توفي في بيروت عن عمر 67 عامًا إثر سقوطه من مرتفع. له عدة مؤلفات مخطوطة وأشعار.

## سيرته
هو محمد رضا بن محمد بن سليمان الزين العاملي الصيداوي. ولد سنة 1296 هـ/ 1879 م في صيدا ونشأ فيها. درس في‌ بعض كتاتيبها ثم توجه إلى النبطية فدرس بها مقدماته في مدرستها العلمية، ثم هاجر إلى النجف سنة 1316 هـ/ 1898 م طالبًا للعلوم الدينية والأدبية، وحضر دروس محمد كاظم الخراساني، ومحمد بحر العلوم، وفتح الله الإصفهاني وغيرهم حتى صار من العلماء.

عمل تاجرًا في بغداد مع محمد حسن الصدر وجعفر أبو التمن، وأقام مدة في بعض نواحي منطقة الدجيل مشتغلًا بالزراعة. ثم رجع إلى وطنه لبنان، وذهب إلى كفر رمان. عيّن قاضيًا للمذهب الجعفري بالنبطية، وانتخب رئيسًا لمدرسة النبطية، فجدد مناهج الدراسة فيها.

توفي في بيروت رجب سنة 1365/ يونيو 1946 ونقل إلى كفر رمان ودفن فيها.

## أدبه
له ديوان شعر، ومراسلات أدبية عديدة جمعها في كتاب. فهو من شعراء عصره المعروفين، له مطارحات ومساجلات ومشاركات عديدة في نوادي الأدبية العراقية واللبنانية. 
جاء في معجم البابطين عنه «يتنوع شعره بين الرثاء والاستغاثة من عسر الحياة عندما نشبت الحرب العالمية الأولى، والتوسل إلى الله، وشكوى الزمان، والتعبير عن المناسبات الدينية والاجتماعية والسياسية، والغزل العفيف، والإخوانيات، والمدح، والتشوق إلى الأهل والإخوان في غربته، والحنين إلى العراق، والوصف، ومنه وصفه الشعر والقلم. مارس المعارضة والمراسلة بالقصائد. يميل في شعره إلى الحكمة، ورصد خبراته الخاصة في الحياة، وتقديمها إلى الناس على سبيل النصح والإرشاد، أسلوبه أقرب إلى الجزالة،وصوره مستمدة من التراث الشعري، كما تجاوب مع هذا التراث في تشكيل مراحل القصيدة.» 

## مؤلفاته
له بعض الكراريس الفقهية، وعدة مؤلفات مخطوطة، منها:
- «التاريخ الإسلامي»
- «آل الزين في التاريخ»

## وصلات خارجية
- في بوابة الشعراء